# Металургійний комбінат у Хіс'ї
Металургійний комбінат у Хіс'ї — підприємство чорної металургії Сирії, майданчик якого розташований у індустріальній зоні Хіс'я на півдні провінції Хомс. Станом на початок 2020-х єдине підприємство в історії країни, яке використовує доменний процес.
У 2009 році у Хіс'ї почав роботи прокатний стан компанії International Company for Steel Rolling (також відома як Syria Steel Rolling Mill) зі складу групи Hmisho (Hamsho). Він був постачений італійською компанією STG та має річну потужність на рівні 300 тисяч тонн будівельної арматури.
У 2013-му група Hmisho ввела в індустріальній зоні Хіс'я ще кілька виробничих майданчиків, які в сукупності з попереднім прокатним виробництвом утворили повноцінний металургійний комбінат. Його основним обладнанням є:
- дві доменні печі ємністю по 250 м3 з річною потужністю по 150 тисяч тонн чавуну;
- дві індукційні печі, що працюють на брухті;
- кисневий конвертер типу EOF (Energy Optimization Furnace) потужністю 500 (за іншими даними — 800) тисяч тонн на рік;
- піч-ківш;
- машина безперервного виливу сортової заготовки.
Запуск заводу припав на часи громадянської війни, що призвело до складнощів у закупівлі залізної руди та коксу та змусило зупинити доменні печі, хоча індукційні печі та конвертер і далі працювали.
У 2018—2019 роках майданчик повернули до повноцінної роботи, при цьому він уже числився за компанією Emmar Al-Ghad Steel зі складу Aman Holding (останній також придбав споруджений групою Hmisho металопрокатний завод у Латакії).